# Nassau (Landschaft)

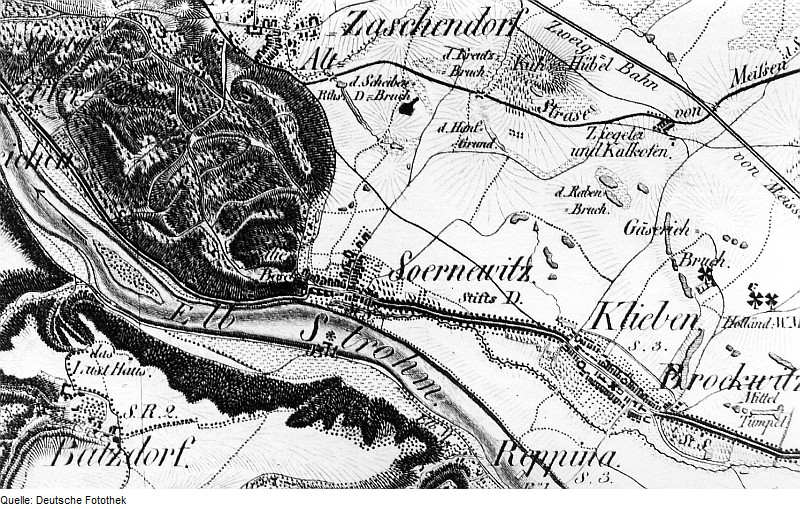
Karte der südlichen Nassau aus dem 19. Jahrhundert; links das Spaargebirge

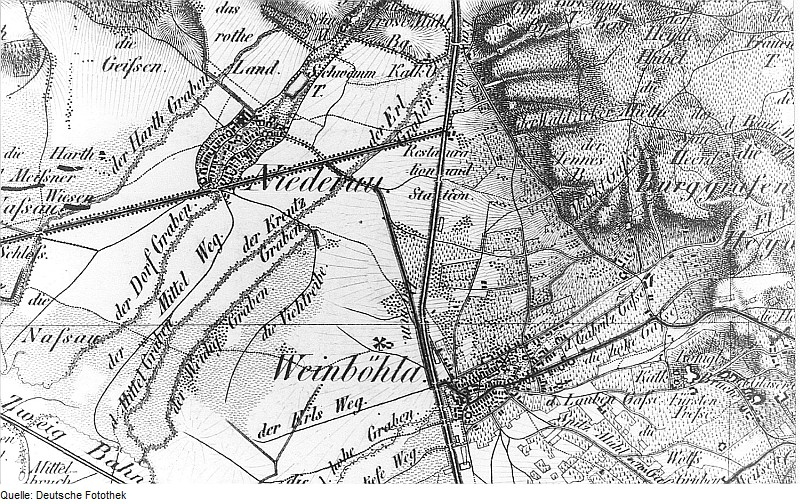
Karte des Ostteils der damals von zahlreichen Brüchen durchzogenen Nassau aus dem 19. Jahrhundert

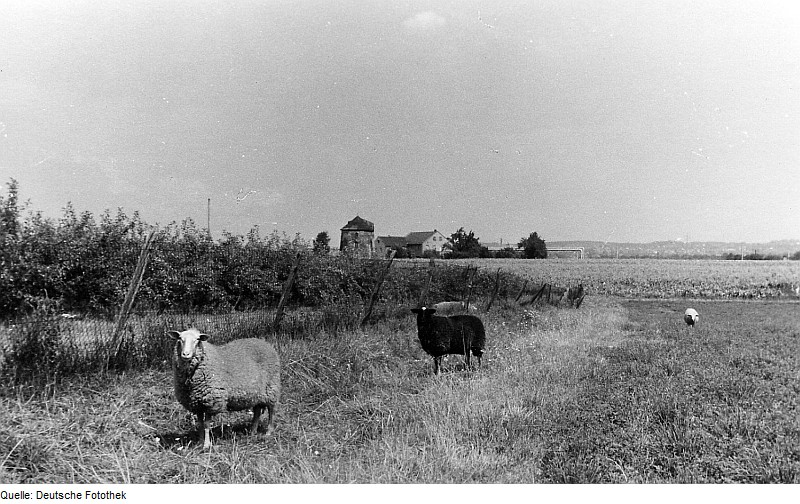
Windmühlengehöft bei Brockwitz in der Nassau, 1986

Die Nassau ist eine Landschaft im Landkreis Meißen, Sachsen, nordwestlich der Landeshauptstadt Dresden. Große Teile der Nassau stehen unter Landschaftsschutz.

## Geografie
Das Gebiet der Nassau bildet den nordwestlichsten Teil des Elbtalkessels. Es ist fast völlig flach und liegt auf etwa 105 m ü. NN. Im Westen grenzt die Nassau unmittelbar an das Spaargebirge. Nordöstlich benachbart liegt der Friedewald, etwas weiter südöstlich schließen sich die Lößnitzhöhen an. Die Elbe bildet die natürliche Grenze im Südwesten.
An der Nassau haben die Städte Coswig und Meißen sowie die Gemeinden Weinböhla und Niederau Anteil. Zur Nassau gehören Flurstücke der Gemarkungen Zaschendorf und Nassau in Meißen, Niederau und Weinböhla sowie Parzellen in den Coswiger Ortsteilen Brockwitz, Sörnewitz und Neusörnewitz. Begrenzt wird die Nassau annähernd durch die Bahnstrecke Leipzig–Dresden im Osten, die Dresdner Straße bei Clieben im Süden, das Spaargebirge im Westen und die Geländestufe am Roitzschberg bei Gröbern im Norden.
Die Nassau – ihr selbsterklärender Name bedeutet „nasse Aue“ – ist ein altes Feuchtgebiet, das in früherer Zeit von der Elbe durchflossen wurde. Diese strömte zwischen den Radebeuler Lößnitzhöhen und dem Meißner Hochland in Richtung Nordwesten, bog dann aber vor dem Spaargebirge nach Norden ab und breitete sich in der Nassau aus, ehe ihr Bett unmittelbar unterhalb Meißens wieder mit dem heutigen Verlauf einhergeht. Seit sich ein linkes Nebenflüsschen dieser Ur-Elbe auf der Westseite des Spaargebirges durch rückschreitende Erosion immer tiefer eingrub, auf diese Weise nach Südosten voranschritt und schließlich westlich der Bosel einen Durchbruch schuf, fließt die Elbe zwischen dem Spaargebirge und dem Meißner Hochland hindurch.
In der Nassau blieb eine sumpfige Niederung zurück. Diese wurde im Rahmen umfangreicher Meliorationsmaßnahmen entwässert. Dazu wurden zahlreiche Wassergräben angelegt. Zu diesem Grabensystem zählen der Gabenreichbach und der Tunnelgraben in Weinböhla, der Lange Graben auf Coswiger Gebiet, der die Oberauer Teiche entwässernde Niederauer Dorfbach sowie Weidig- und Pechgraben in Niederau sowie der Alters- und der Harthgraben in Meißen. Diese Gräben vereinigen sich in der Nähe des Meißner Bahnhofes und streben unter dem Namen Fürstengraben zwischen Vorbrücke und Zscheila bzw. zwischen Niederfähre und Proschwitz der Elbe zu, wo ihr Wasser in den Meißner Winterhafen mündet.
Zum bislang letzten Mal fand ein rechter Arm der Elbe beim Hochwasser im Frühjahr 1845 in das alte Flussbett zurück, durchströmte die Nassau im Bereich Langer Graben–Fürstengraben und machte so das Spaargebirge einschließlich Cöllns für wenige Tage zu einer großen Insel.

## Verkehr
Die Verbindungsstraße zwischen Meißen und dem Niederauer Bahnhof war der erste befestigte Verkehrsweg, der durch die nassen Wiesen führte. Sie verläuft auf gerader Linie ohne Kurven. Seit ihrer Errichtung ab 1838 – die Einweihung erfolgte am 15. Mai 1842 – begleiten sie rechts und links zwei Entwässerungsgräben.
Die Verordnung des Landkreises Meißen zur Festsetzung des Landschaftsschutzgebiets Nassau (d66) vom 18. Mai 1995 fasste die Ausmaße des Bereichs und legte ein Schutzziel fest. Eine weitere Verordnung vom 16. Juli 2007 vergrößerte das Landschaftsschutzgebiet auf nunmehr 1407,5 Hektar.
Heute wird in der Nassau Landwirtschaft betrieben. Unter anderem gedeihen auf den Flächen Aroniasträucher.